# Szczucin koło Tarnowa
Szczucin koło Tarnowa (1906-1959 Szczucin) – nieczynna stacja kolejowa położona w Szczucinie, w województwie małopolskim, w Polsce. Stacja do 1978 była styczną do stacji Szczucin koło Tarnowa Wąskotorowy. Jest to ostatnia stacja na linii kolejowej nr 115 tzw. "Szczucince".
Projekt stacji został zatwierdzony we Lwowie w 1905, przez ówczesnego dyrektora k.k. Staatsbahn-Direction z Krakowa, Kułakowskiego.
Ruch pasażerski zawieszono 2 kwietnia 2000, a stację zamknięto 1 października 2007. Ostatni skład pasażerski (specjalny) na stację przybył w czerwcu 2006, a ostatni pociąg w ogóle był na niej obecny w 2007. Budynek dworcowy pozostaje częściowo zamieszkany. Semafory i żuraw wodny zostały zdemontowane.

## Galeria (2024)

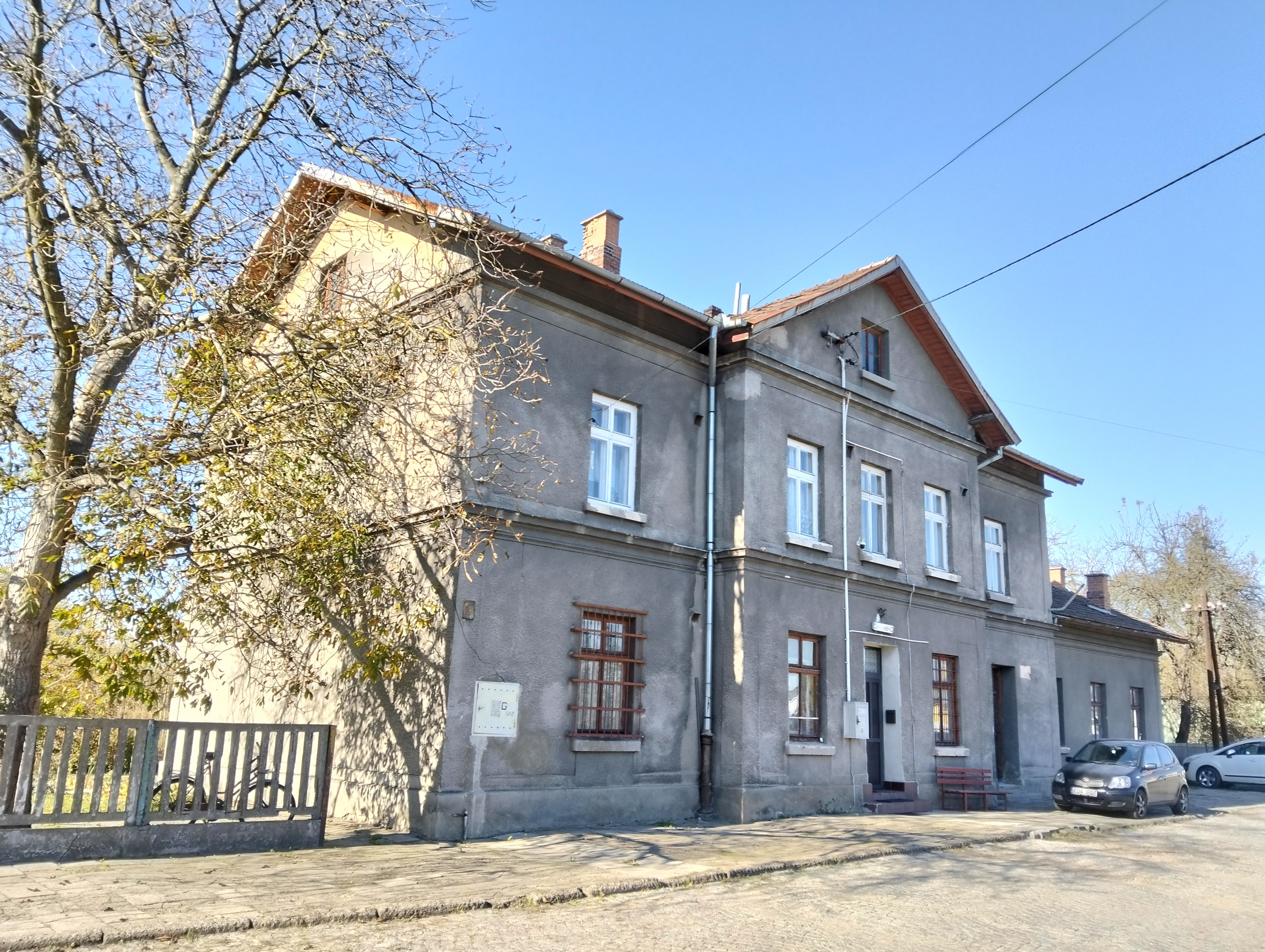
Widok od strony miasta
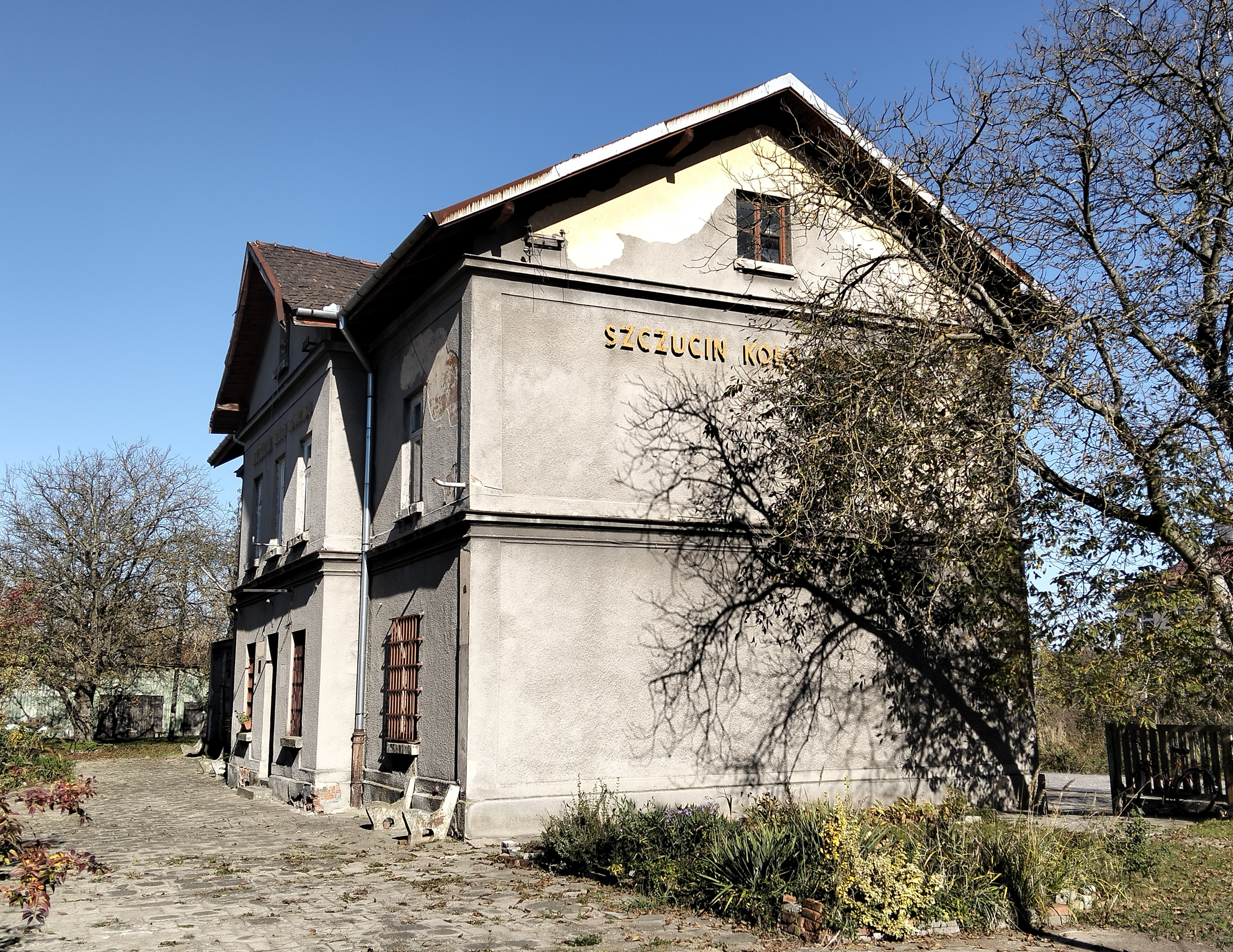
Widok od strony torowisk